# مهدکودک سابق دانشگاه تهران
مهدکودک سابق دانشگاه تهران مربوط به دوره قاجار است و در تهران، امیرآباد شمالی، خیابان ۱۶، کوچه مدرسه واقع شده و این اثر در تاریخ ۲۹ تیر ۱۳۷۸ با شمارهٔ ثبت ۲۳۴۷ به‌عنوان یکی از آثار ملی ایران به ثبت رسیده‌است.
این بنا در ساختمانی کهن در منطقه امیرآباد تهران، با مساحتی بیش از ۹۰۰۰ متر مربع از بناهای بازمانده دوره قاجاری بنا نهاده شده‌است. این بنا به دستور امیرکبیر به عنوان اصطبل شاهی (جلالیه) ساخته شده بود. در دوره پهلوی به عنوان مهدکودک استفاده شده و در سال ۱۳۸۰ موزه ملی تاریخ علوم پزشکی ایران در مکان همین مهدکودک سابق دانشگاه تأسیس شد.
با گذر زمان نشانی آن تغییر کرده و کوچه مدرسه ورودی درب شماره (۲) پردیس شمالی دانشگاه تهران شده‌است.

## نگارخانه

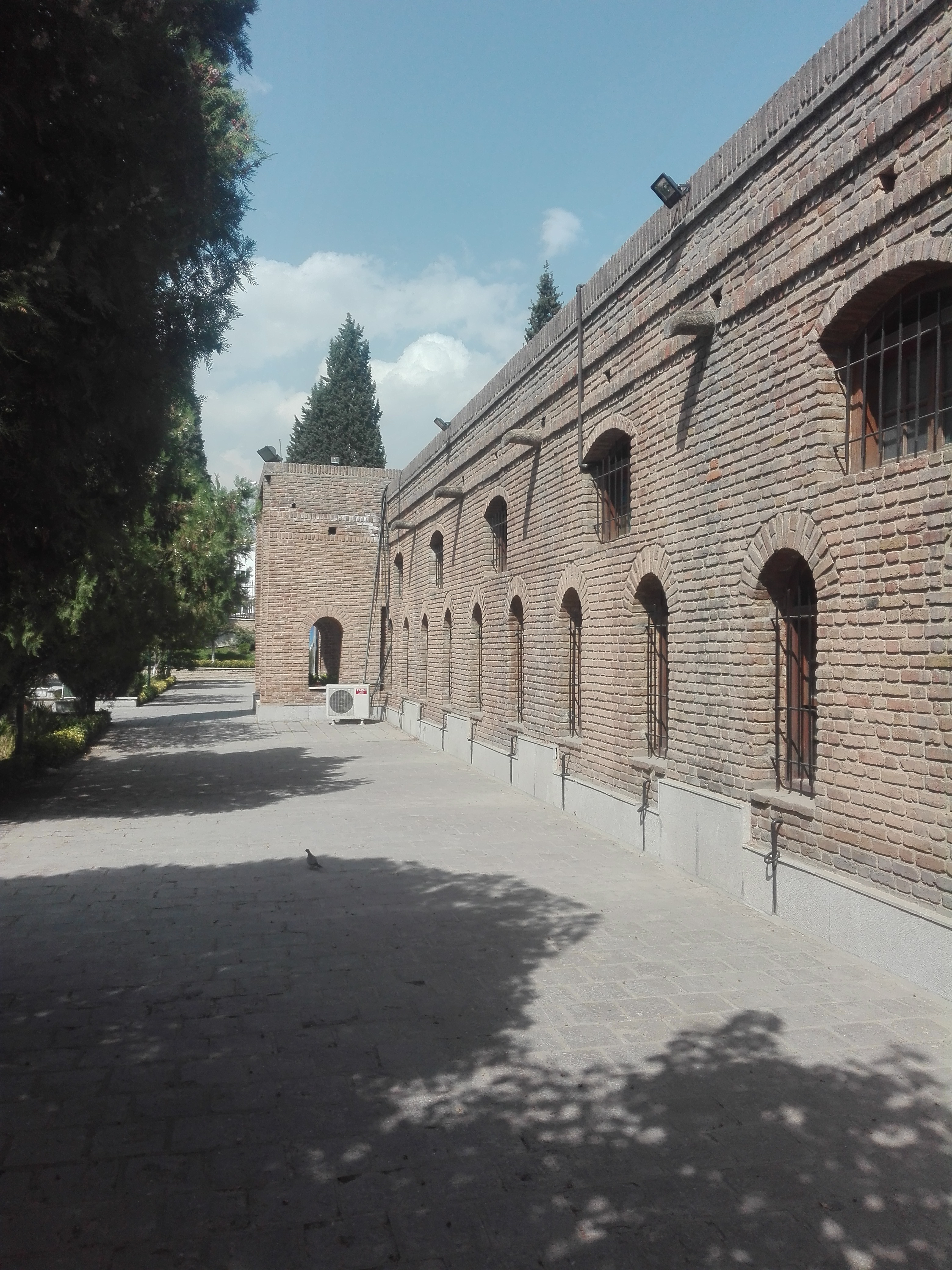
مهدکودک سابق دانشگاه تهران
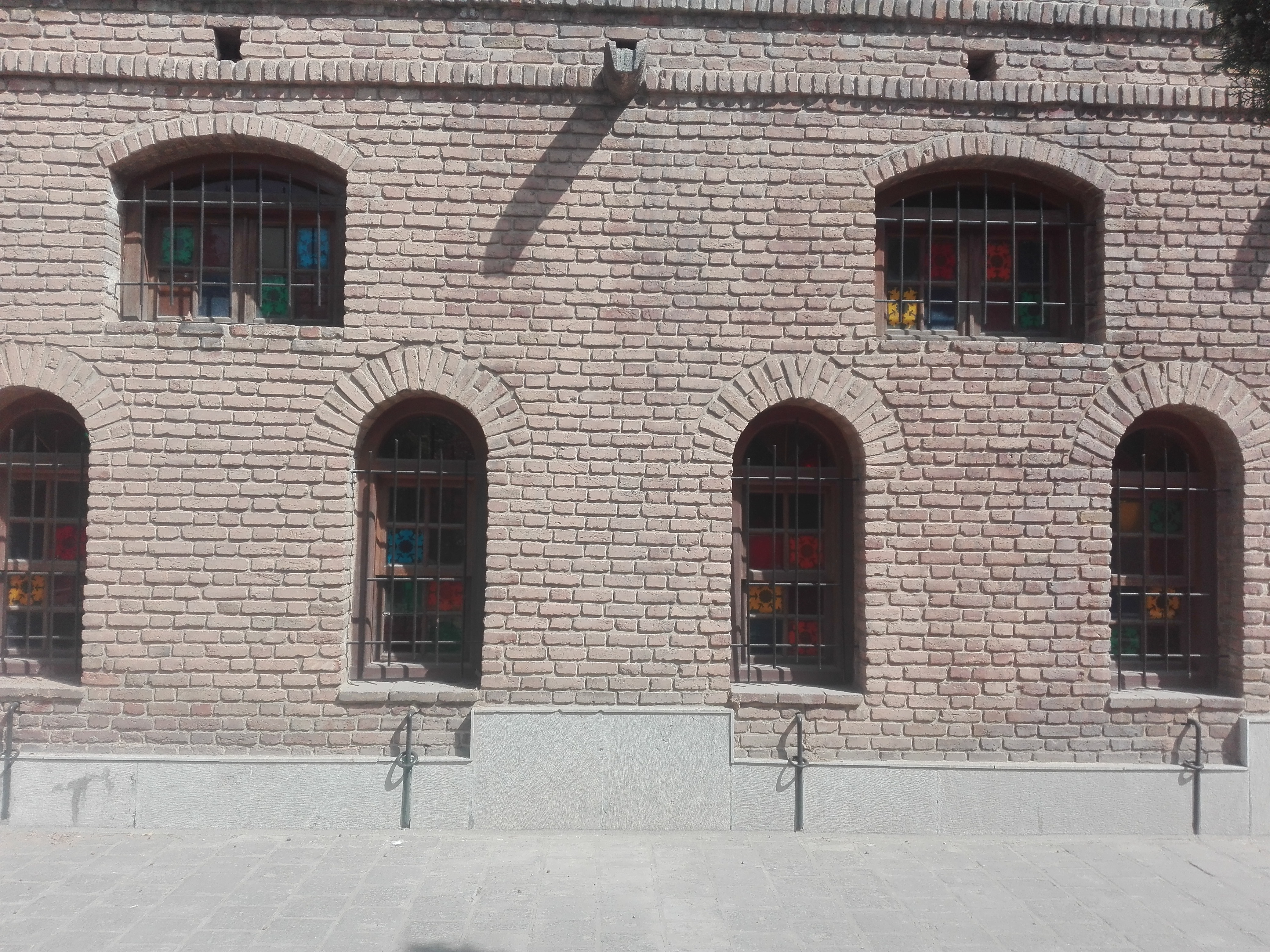
مهدکودک سابق دانشگاه تهران
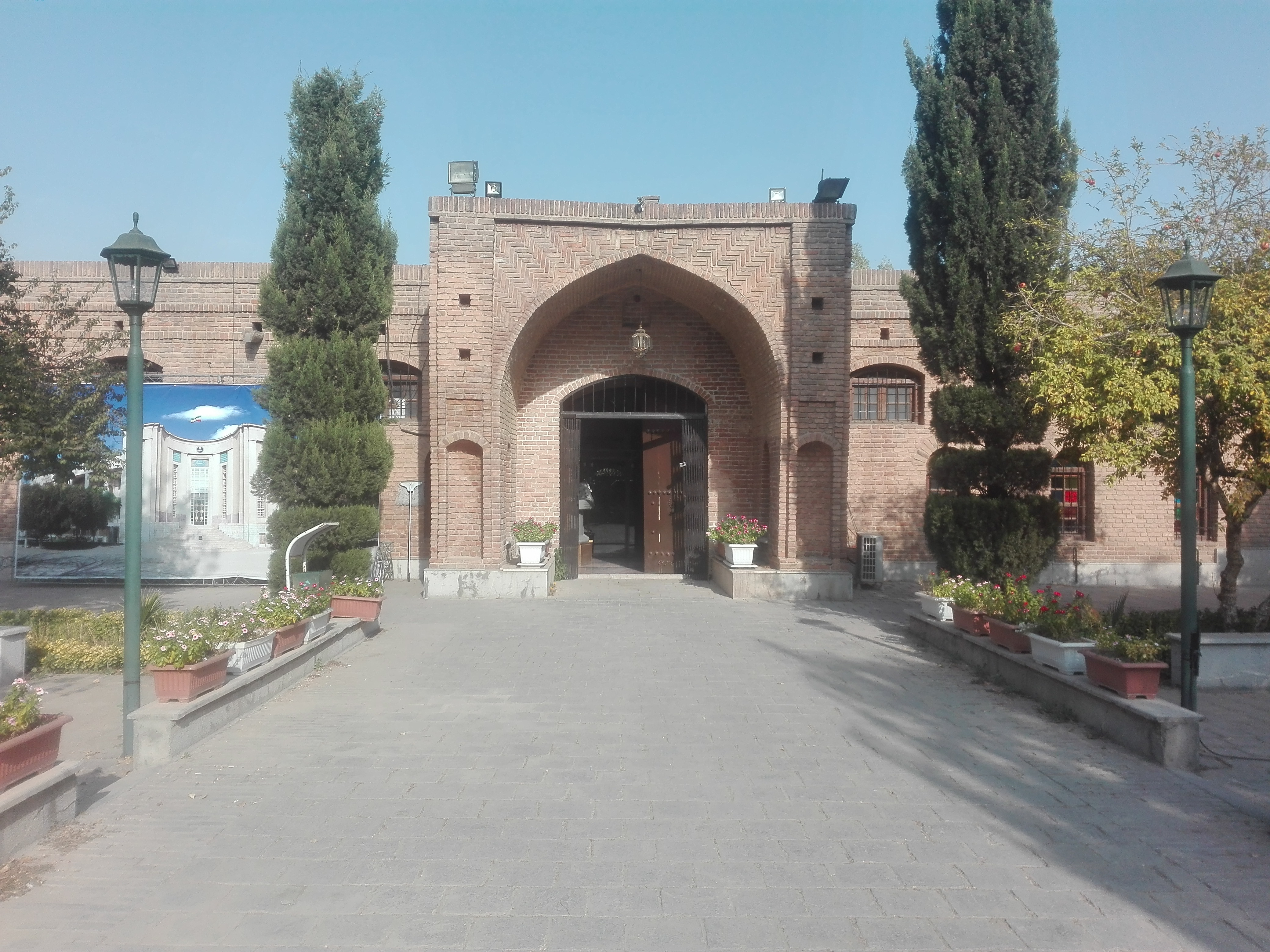
مهدکودک سابق دانشگاه تهران
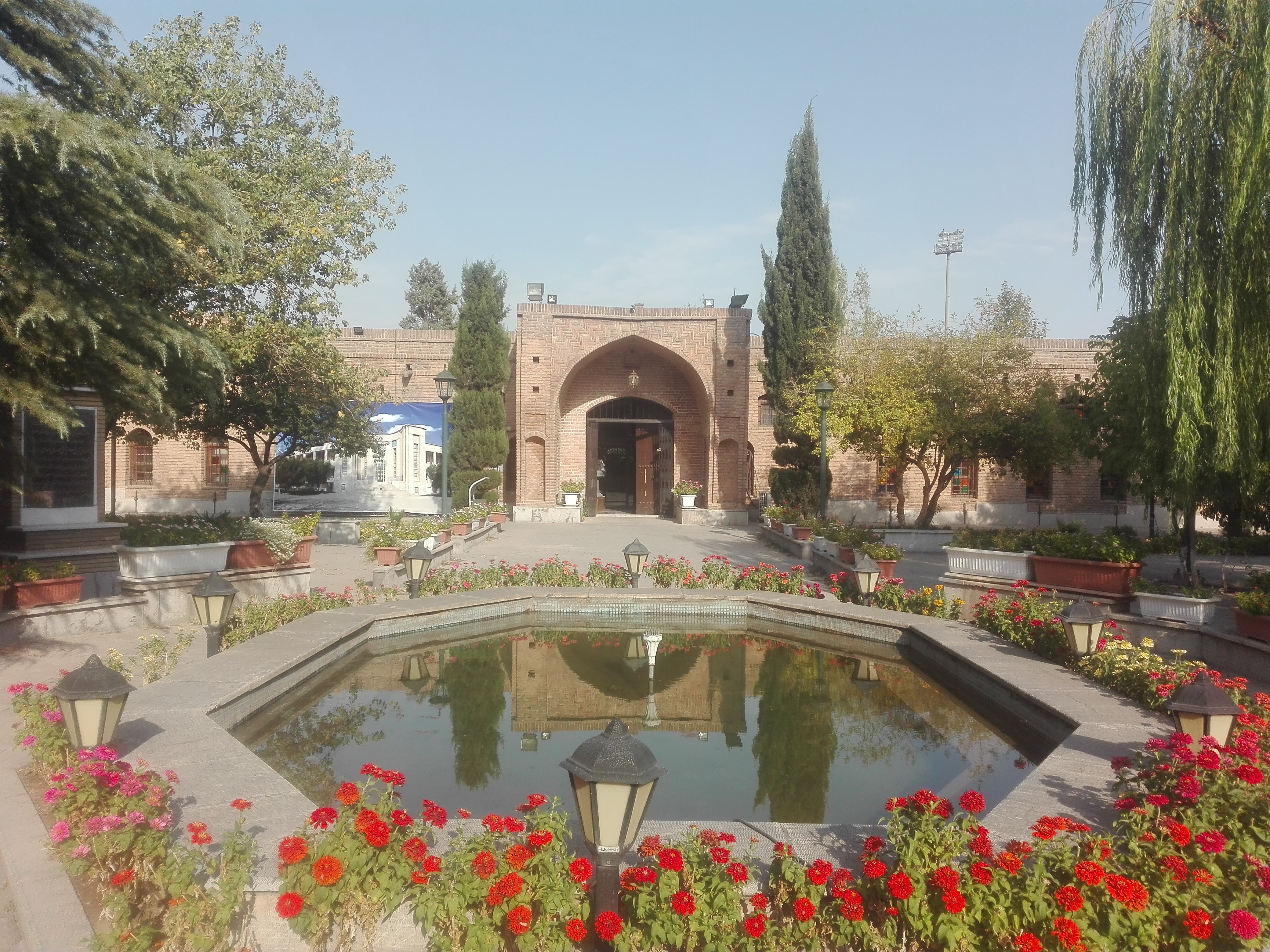
مهدکودک سابق دانشگاه تهران